# Зентара, Валенты
Валенты Зентара (пол. Walenty Ziętara; род. 27 октября 1948, Новы-Тарг, Польша) — польский хоккеист и тренер. Игрок сборной Польши по хоккею с шайбой. Его сын Пётр также профессиональный хоккеист.

## Биография
Валенты Зентара родился в Новы-Тарге 27 октября 1948 года. Выступал за местный «Подхале» в высшей лиге Польши с 1965 по 1979 год, с клубом выиграл 11 титулов чемпионата Польши, одну серебряную и одну бронзовую медаль. В 1968 году выступал за краковскую «Краковию». В 1979 году выступал за австрийскую команду «АТСЕ Грац», а в сезоне 1980/81 играл, а также являлся главным тренером команды второй швейцарской лиги «Дюбендорф».
Всего за карьеру в польской лиге сыграл 467 матчей и забросил 380 шайб. Трижды Валенты Зентара становился обладателем приза «Золотая клюшка» как лучший игрок чемпионата. Пять раз становился лучшим бомбардиром лиги. Выступал за сборную Польши, был капитаном команды. За национальную команду сыграл 179 матчей и забросил 72 шайбы.